# لوريكيت كوهل
لوريكيت كوهل (الاسم العلمي: Vini kuhlii)، يُسمى أيضًا لوريكيت ريميتارا، لوري كوهل، مانو أورا (تسمية محلية) أو كورا (في جزر كوك)، هو نوع من اللوريكيت في فصيلة الببغاوات العالم القديم. إنه أحد الأنواع العديدة من لوريكيت فيني الموجودة في الجزر الممتدة عبر جنوب المحيط الهادئ. سُمي من قبل نيكولاس إيلوارد فيغورز في عام 1824 وسماه على هاينريش كوهل، عالم الطيور الألماني الذي قام بدراسه للببغاوات، في كتاب بعنوان خُلاصة الببغاوات Conspectus psittacorum، التي ظهرت في عام 1819.